# مایکل کرافورد (بازیکن فوتبال)
مایکل کرافورد (انگلیسی: Michael Crawford؛ زادهٔ ۵ فوریهٔ ۱۹۷۹) بازیکن فوتبال اهل بریتانیا است.
از باشگاه‌هایی که در آن بازی کرده‌است می‌توان به باشگاه فوتبال استراتفورد تاون، باشگاه فوتبال بوهمیان، باشگاه فوتبال وورکینگتون ای. اف. سی، باشگاه فوتبال براکلی تاون، باشگاه فوتبال گرزلی، و باشگاه فوتبال تاموورث اشاره کرد.
وی همچنین در تیم ملی فوتبال سنت کیتس و نویس بازی کرده‌است.